# 彭军
彭军（1960年4月—），男，汉族，四川宜宾人。中华人民共和国政治人物。

## 人物履历
彭军1977年以知青的身份，被下放到湖北省来凤县大河公社接受再教育。1978年参军入伍，成为南京军区装甲兵步兵团的一名战士，1981年退役后，回到来凤县，成为县治翔凤镇派出所的一名干警。1985年加入中国共产党并步入政坛，先后历任翔凤镇副镇长、镇长、来凤县人民政府办公室主任、来凤县人民政府副县长、中共鹤峰县委常委、副县长、县委副书记、县长。
1998年升任中共鹤峰县委书记，2001年改任中共利川市委书记。翌年，再升任中共恩施州委常委。2003年任恩施州人民政府副州长。
2008年，彭军调赴武汉，出任湖北省发展与改革委员会副主任。2010年，成为湖北省援疆工作前方指挥部党组书记、总指挥，新疆维吾尔自治区博尔塔拉蒙古自治州党委副书记。
2012年任湖北省民政厅党组书记、厅长。直到2018年3月卸任。
2018年1月，当选为湖北省政协副主席。2023年1月，卸任湖北省政协副主席。